# MrBeast
MrBeast, справжнє ім'я «Джи́ммі» До́нальдсон (англ. James Stephen "Jimmy" Donaldson; 7 травня 1998, Вічита, Канзас, США) —  американський ютубер, який відомий своїми дорогими заходами та філантропією. 
Він також є співавтором екологічної кампанії Team Trees, збору коштів для Фонду Arbor Day, який зібрав понад 22 мільйони доларів.

## Біографія
Джеймс «Джиммі» Стівен Дональдсон народився 7 травня 1998 року у Вічиті, штат Канзас. Виріс у Грінвіллі, штат Північна Кароліна, разом зі своїм братом Сі Джеєм. Він часто переїжджав і був під опікою au pair, оскільки його батьки довго працювали та служили в армії, а в 2007 році розлучилися.
Дональдсон почав розміщувати відео на YouTube у 2012 році у віці 13 років під назвою «MrBeast6000»; його ранній вміст варіювався від летсплеїв (зокрема Minecraft і Call of Duty: Black Ops II) до «відео, що оцінює багатство інших користувачів YouTube». У 2015 і 2016 роках Дональдсон почав набирати популярність завдяки своїй серії відео «Найгірші заставки на YouTube».
У 2016 році Дональдсон закінчив Грінвільську християнську академію, невелику приватну євангельську християнську середню школу. Він ненадовго навчався в Університеті Східної Кароліни, і покинув його в 2016 році, не завершивши навчання. Його мати не схвалювала такого кроку і виселила з сімейного будинку.
Широку відомість Дональдсону принесло 24-годинне відео, опубліковане в січні 2017 року, де він рахує до 100 000. В подальшому він прославився відео, де особисто чи з іншими людьми виконує незвичайні завдання, незвичайним чином витрачає багато грошей або роздає подарунки. Значну частку його відео складають ті, де він влаштовує змагання з великим призовим фондом.
Станом на 8 квітня 2024 року MrBeast має понад 250 млн підписників на YouTube. В нього понад 93 млн підписників на TikTok, що робить його четвертим за популярністю на платформі. Також Дональдсон має 16 млн підписників у Twitter, і 21 млн підписників в Instagram. MrBeast'ом керує компанія з управління талантами в Далласі Night Media.

## Особисте життя
В підлітковому віці він робив гомофобні коментарі. Його також критикують як жорсткого керівника — подібно до Ілона Маска, чия фотографія висить у нього в офісі.
У квітні 2022 року в інтерв'ю для «The Daily Beast» Дональдсон повідомив, що він більше не є євангельським християнином і назвав себе агностиком. Він також розкритикував позицію церков Біблійного поясу США щодо гомосексуалізму як причини Божих кар, але висловився, що анти-ЛГБТ-риторика є частиною процесу дорослішання. Дональдсон вважає себе аполітичним.
Відомо, що він має хворобу Крона, яка спричиняє хронічне запалення кишечника.
У 2019 році він поділився у дописі в Instagram, що зустрічається з Медді Спіделл.

## Діяльність на YouTube

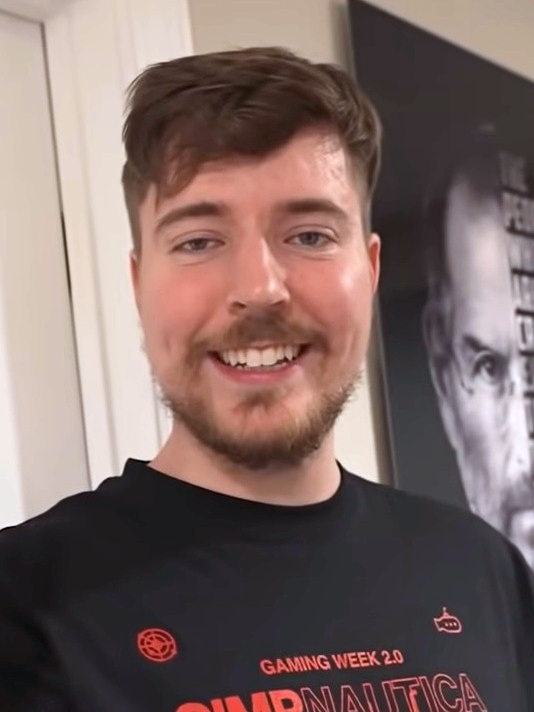
Mr.Beast у 2021 році

Дональдсон почав здобувати популярність завдяки відео, де він під іменем MrBeast виконував різні рутинні завдання впродовж тривалого часу (крутіння фіджет-спінера, спостереження за висиханням фарби). Відео MrBeast поділяються на три категорії: трюкові відео, де Дональдсон або інші учасники виконують цікаві, складні чи небезпечні завдання; відеоролики марнотратства, де Дональдсон використовує велику кількість певного продукту незвичайним способом або витрачає на нього екстравагантну суму; а також відео про роздачу, де Дональдсон роздає людям великі суми грошей або екстравагантні призи, зазвичай із змагальним аспектом.
Під час змагання PewDiePie проти T-Series у 2018 році за звання YouTube каналу з найбільшою кількістю підписок, MrBeast купив рекламні щити та численну телевізійну та радіорекламу, щоб допомогти PewDiePie отримати більше підписників, ніж T-Series.
У березні 2019 року MrBeast спільно з видавцем відеогри Apex Legends, Electronic Arts, організував і зняв у Лос-Анджелесі реальне змагання з королівської битви з призом у $200 тис. (було зіграно дві гри, кожна з призовим фондом у $100 тис.)
У квітні 2020 року MrBeast створив трансляцію турніру з гри «Камінь, ножиці, папір», у якій взяли участь 32 впливовців за головний приз $250 тис., який на той час став найпопулярнішою трансляцією в прямому ефірі на YouTube (662 тис. одночасних глядачів). У жовтні 2020 року MrBeast провів ще один турнір серед впливовців, у якому взяли участь 24 учасники з головним призом $300 тис. А в грудні 2021 року — третій турнір, у якому взяли участь 15 учасників із головним призом у $1 млн.
Через популярність серіалу «Гра в кальмара», в 2021 році MrBeast відтворив тамтешні змагання в безпечних умовах. У відео 456 людей на локаціях, відтворених із серіалу, боролися за грошовий приз у $456 тис.
MrBeast часто залучає до своїх відео знаменитостей, але не анонсує їхню присутність у мініатюрі чи назві відео.
У 2020 році статки Джиммі Дональдсона оцінювалися в $8 млн. Значна частина його доходів отримується від реклами за сервісом AdSense в його відео на YouTube. Він володіє студією площею понад 5500 м2, де знімає свій контент на YouTube. Джиммі Дональдсон витрачає до $10 тис. на дизайн кожної локації для своїх відео. У січні 2022 року журнал «Forbes» назвав Джиммі Дональдсона найбільш високооплачуваним автором на YouTube — у 2021 році він заробив приблизно $54 млн. Згідно з «Forbes», дохід Дональдсона у 2021 році поставив би його на 40-е місце в рейтингу «Forbes Celebrity 100» 2020, бо він заробляє ж грошей, скільки кіноактор Він Дізель і автогонщик Льюїс Гамільтон. Станом на 2023 рік створення кожного його нового відео коштувало близько $1 млн.
28 липня 2022 року кількість підписників основного каналу MrBeast перевищила 100 млн. Це зробило його п'ятим каналом, який досягнув такої позначки, а Джиммі Дональдсона — другим окремим користувачем YouTube, який має понад 100 млн підписників. 17 листопада 2022 року Дональдсона записано до Книги рекордів Гіннесса як «Окремого чоловіка з найбільшою кількістю підписників на YouTube» (Most Subscribers for an Individual Male on YouTube).
2 червня 2024 року MrBeast обігнав T-Series по кількістю підписників, ставши найпопулярнішим ютуб-каналом у світі. 10 липня MrBeast досягнув 300 мільйонів підписників, ставши першим ютуб-каналом, який досягнув цієї цифри.
Також у нього є декілька інших каналів:
- MrBeast Gaming — на ньому Дональдсон зі своєю командою грає у різні відеоігри (Minecraft, Grand Theft Auto V та інші).
- MrBeast 2(або MrBeast Shorts) — на ньому є багато коротких відео (шортсів) та інші відео (пов'язані з рекламою, оголошенням та про якісь події).
- Beast Reacts — канал із реакціями на різні інтернет-відео.
- Beast Philanthropy — канал з благодійністю, де MrBeast роздає людям гроші, протези та інші цінності.

## Бізнес

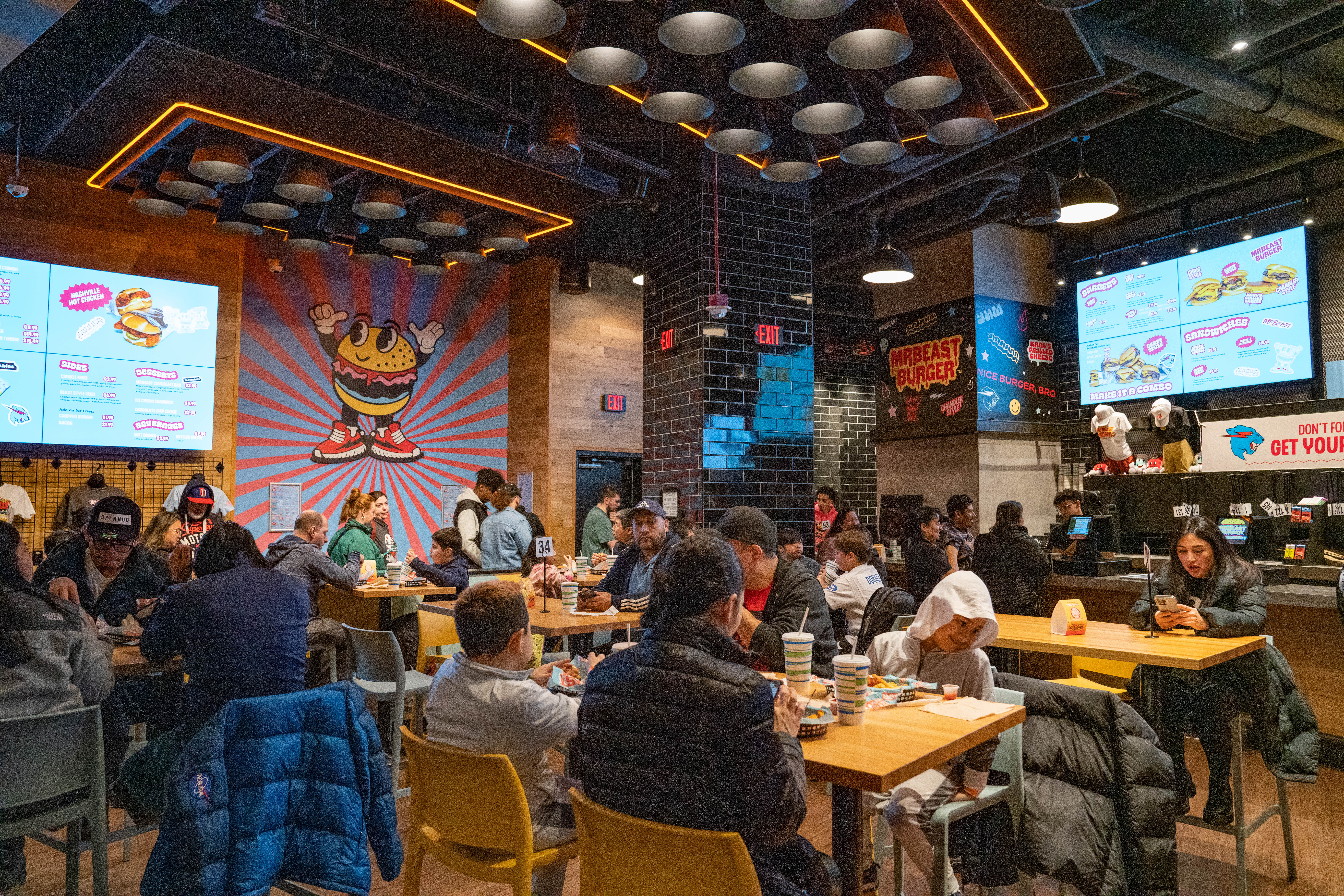
Фізичний заклад «MrBeast Burger» у Іст-Ратерфорді, штат Нью-Джерсі

Джиммі Дональдсон заснував у 2020 році віртуальний ресторан швидкого харчування «MrBeast Burger». Клієнти ресторану замовляють доставку їжі онлайн. Фізичний заклад «MrBeast Burger» також був відкритий у Нью-Джерсі. Компанія Virtual Dining Concepts, яка займалася забезпеченням діяльності ресторану, судилася з Джиммі Дональдсоном у 2023 році з приводу збитків через невиконання Дональдсоном зобов'язань, зокрема рекламних.
У січні 2022 року Дональдсон оголосив про створення бренду Feastables, що під яким випускаються шоколадні батончики «MrBeast Bars».

## Філантропія

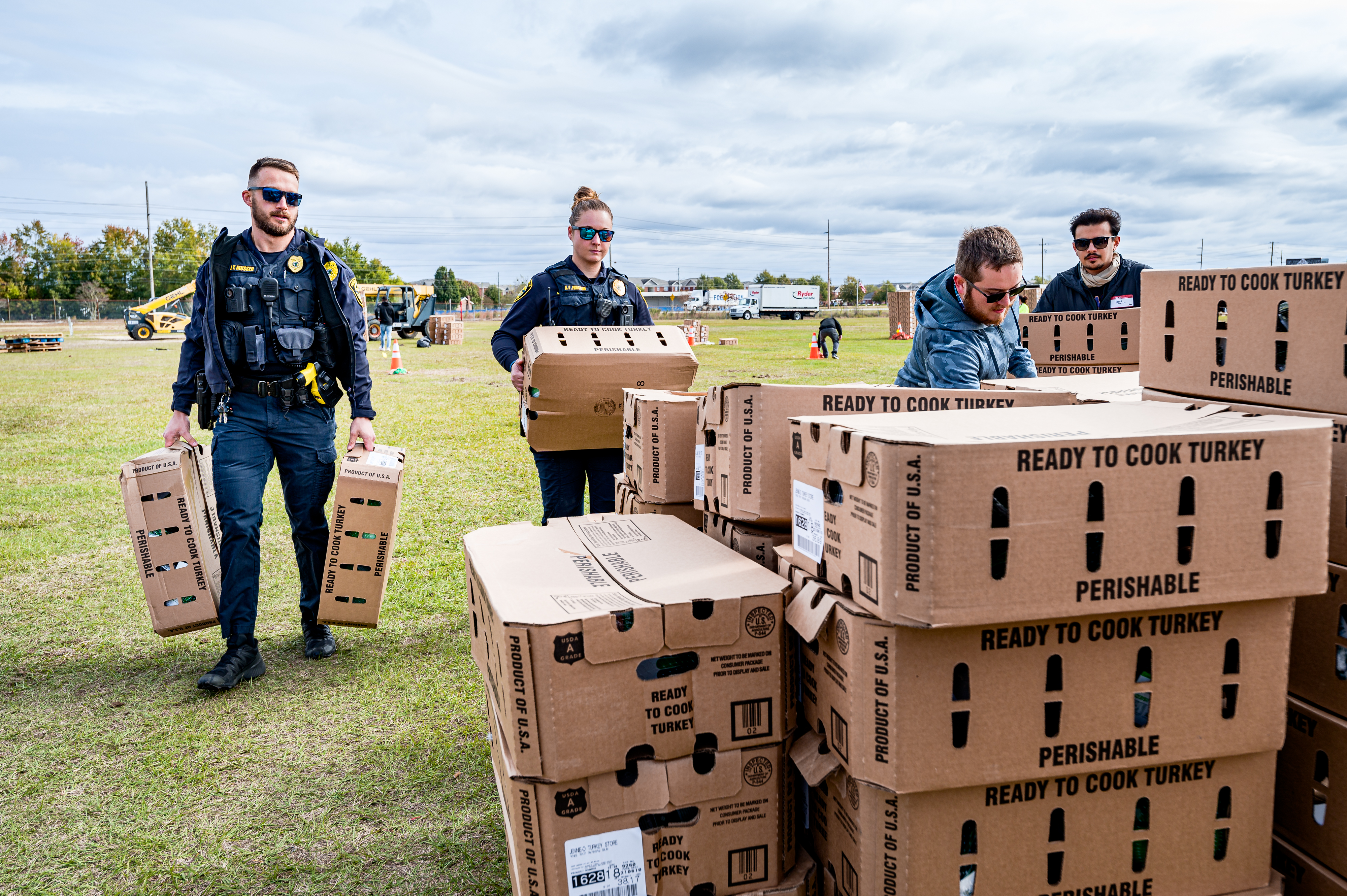
Роздача харчів від Mr. Beast

До 2018 року Дональдсон роздав $1 млн, отриманим завдяки відео зі своїми незвичайними трюками, що принесло йому звання «найбільшого філантропа YouTube».
У 2019 році він запустив кампанію «Team Trees», щоб висадити 20 млн дерев у Сполучених Штатах. У 2020 році він заснував благодійну організацію, яка відтоді пожертвувала $2 млн страв нужденним людям у Північній Кароліні. У 2021 році Дональдсон і ютубер Марк Робер організували ще спільний конкурс на YouTube під назвою #TeamSeas з метою зібрати кошти на заходи від Ocean Conservancy та The Ocean Cleanup, спрямовані на очищення океанів від сміття.
У січні 2023 року Дональдсон оплатив операції з видалення катаракти для тисячі людей, які не могли дозволити собі цю процедуру.